# Freneuse (Yvelines)
Pour les articles homonymes, voir Freneuse.
Freneuse (prononcé [fʁə.nøz])  est une commune située dans le département des Yvelines en région Île-de-France.
Ses habitants sont appelés les Freneusiens.

## Géographie

### Localisation

Localisation de Freneuse dans les Yvelines.

Freneuse est située à 8 km au nord-ouest de Mantes-la-Jolie, à 47 km de Versailles et à 58 km de Paris.
La partie nord-est de la commune est boisée, tandis que la partie urbanisée au sud-ouest, contiguë avec Bonnières, forme avec celle-ci une seule agglomération.

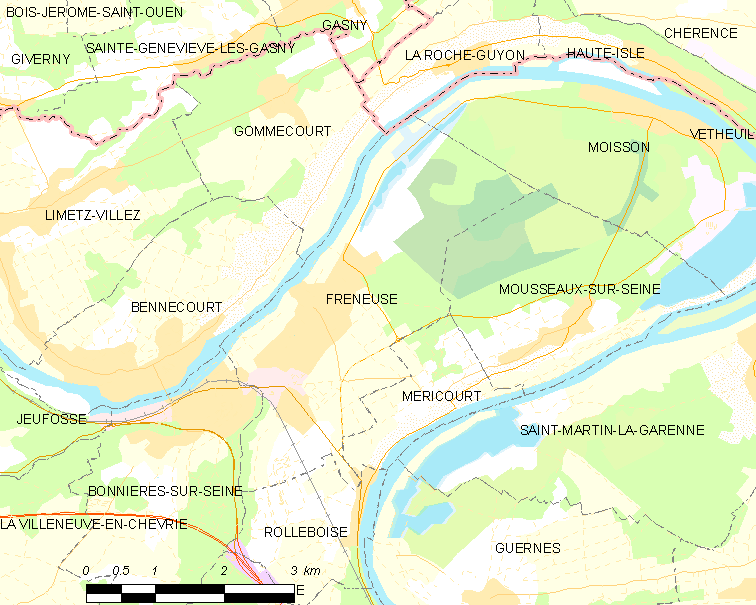
Carte de la commune de Freneuse.

| Gommecourt          | La Roche-Guyon (Val-d'Oise) | Moisson             |
| Bennecourt          | Freneuse                    | Mousseaux-sur-Seine |
| Bonnières-sur-Seine | Rolleboise                  | Méricourt           |

### Relief et géologie
La superficie de la commune est de 1 032 hectares ; l’altitude minimale à Freneuse est de 14 m au bord de Seine au nord-ouest de la commune et l’altitude maximale est de 114 m au domaine du Galicet à la limite avec Rolleboise.
Le sol au bord de la Seine est fait d’alluvions modernes (sables, limons, argiles et marne). En s’éloignant de la Seine, le sol est fait d’alluvions anciennes de bas niveau (sables, galets et blocs) et au centre la boucle de Moisson, le sol est fait d’alluvions anciennes mais de moyen niveau et à la limite avec Méricourt, il est fait d’alluvions mais de haut niveau (galets de silex et meulières). Du dessus de l’église à la limite avec Rolleboise en passant par le bas des Belles-Côtes, le sol est fait de craie blanche et dolomitique datant du Coniacien et du Santonien. Des Belles-Côtes à Rolleboise en longeant la route nationale 13, le sol est fait de dépôts de pente à silex ou à meulière. Entre deux, le domaine du Galicet est sur des alluvions datant du Lutétien.

### Hydrographie
Freneuse est traversée par la Seine au nord-ouest de la commune à la limite avec d’autres communes. Un petit ruisseau nommé la Ravine passe dans sa totalité dans la commune.

### Climat
Pour des articles plus généraux, voir Climat de l'Île-de-France et Climat des Yvelines.
En 2010, le climat de la commune est de type climat océanique dégradé des plaines du Centre et du Nord, selon une étude du CNRS s'appuyant sur une série de données couvrant la période 1971-2000. En 2020, Météo-France publie une typologie des climats de la France métropolitaine dans laquelle la commune est exposée à un climat océanique et est dans la région climatique Sud-ouest du bassin Parisien, caractérisée par une faible pluviométrie, notamment au printemps (120 à 150 mm) et un hiver froid (3,5 °C).
Pour la période 1971-2000, la température annuelle moyenne est de 11,1 °C, avec une amplitude thermique annuelle de 14,4 °C. Le cumul annuel moyen de précipitations est de 687 mm, avec 11,1 jours de précipitations en janvier et 7,9 jours en juillet. Pour la période 1991-2020, la température moyenne annuelle observée sur la station météorologique la plus proche, située sur la commune de Magnanville à 11 km à vol d'oiseau, est de 11,6 °C et le cumul annuel moyen de précipitations est de 641,5 mm,. Pour l'avenir, les paramètres climatiques de la commune estimés pour 2050 selon différents scénarios d'émission de gaz à effet de serre sont consultables sur un site dédié publié par Météo-France en novembre 2022.

### Voies de communication et transports

#### Transports en commun

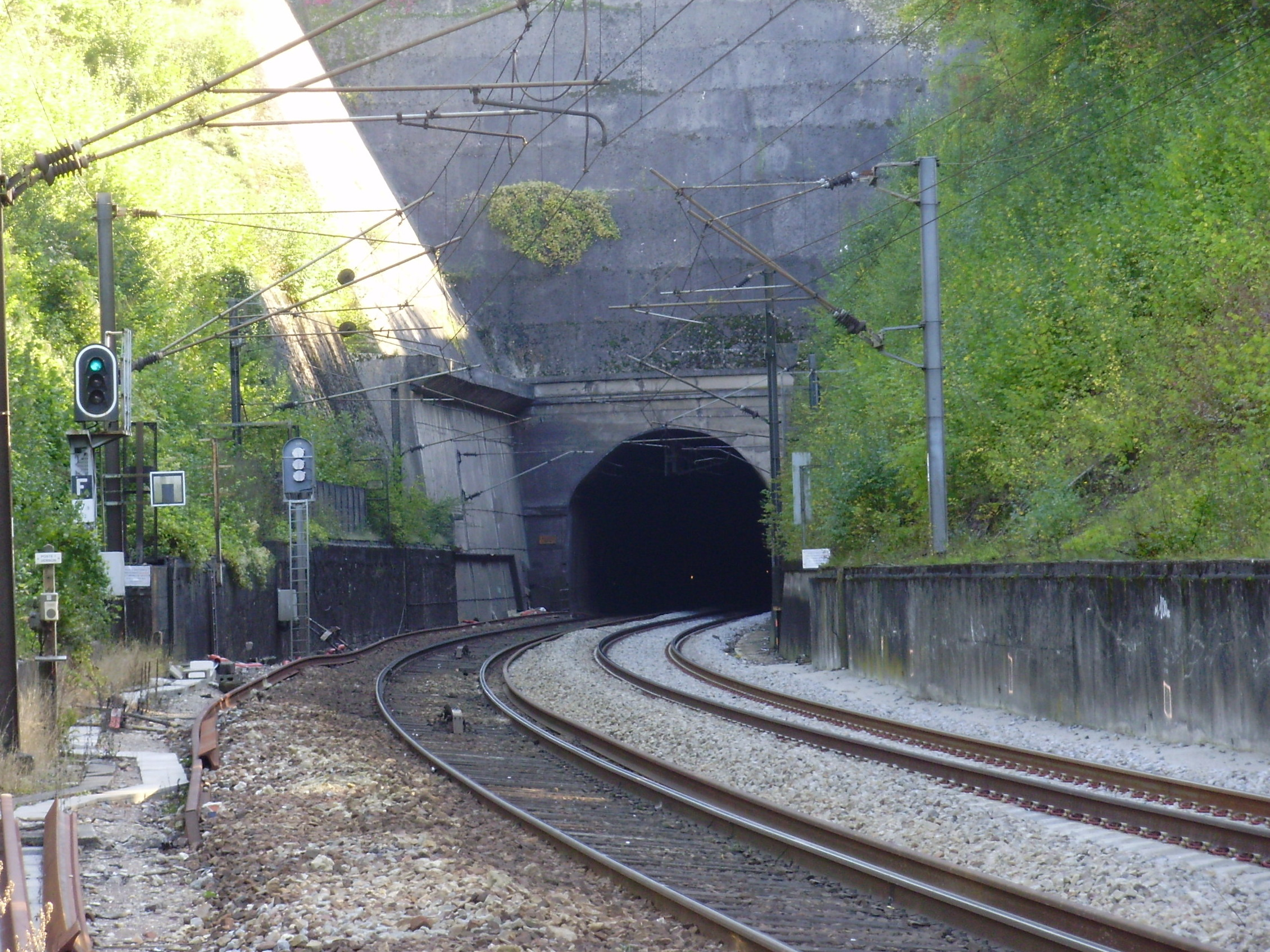
La sortie du tunnel de Rolleboise du côté de Freneuse.

Il n’y a pas de gare à Freneuse, la gare de Bonnières est la plus proche même si le train passe sur le territoire freneusien en sortant du tunnel de Rolleboise.
Le réseau de bus passant dans la commune est le Réseau de bus du Mantois.

#### Transports routiers
Une route nationale et trois routes départementales desservent Freneuse : la RN 13 qui la traverse d’ouest en est ; la RD 37 qui relie Moisson à la RN 13 en longeant la Seine pour quelques kilomètres. Ainsi que la RD 124 qui relie la boucle de Moisson à la RD 37 puis la RN 13.
La commune se trouve à proximité de l’autoroute A13 dont la sortie la plus proche est à Bonnières-sur-Seine.

## Urbanisme

### Typologie
Au 1er janvier 2024, Freneuse est catégorisée petite ville, selon la nouvelle grille communale de densité à sept niveaux définie par l'Insee en 2022.
Elle appartient à l'unité urbaine de Bonnières-sur-Seine, une agglomération intra-départementale regroupant sept  communes, dont elle est ville-centre,,. Par ailleurs la commune fait partie de l'aire d'attraction de Paris, dont elle est une commune de la couronne,. Cette aire regroupe 1 929 communes,.

### Morphologie urbaine
Il y a six principaux secteurs à Freneuse :
- Le centre-ville ;
- La cité Les Belles Côtes, cité HLM avec entre 200 et 300 logements sociaux construits depuis les années 1960 ;
- La zone industrielle qui contient le quartier d'HLM Les Plantines et le quartier pavillonnaire Les Balloches à la limite avec la commune de Bonnières-sur-Seine ;
- Les Bastiannes, qui chevauche le centre ville au sud-est de la ville ;
- Le hameau de la Vallée (Marronniers) au nord de la ville qui est un grand quartier pavillonnaire ;
- Pierre Curie (Le Grand Val), cité pavillonnaire et HLM, construite récemment, comprenant 4 quartiers : rue Grands Champs (Quatre Chemins), Les Vergers, Kauffmann et les Ventines.

### Logement
En 2009, le nombre total de logements dans la commune était de 1 581, alors qu'il était de 1 338 en 1999.
Parmi ces logements, 90,4 % étaient des résidences principales, 6,5 % des résidences secondaires et 3,2 % des logements vacants. Ces logements étaient pour 73 % d'entre eux des maisons individuelles et pour 21,4 % des appartements.
La proportion des résidences principales, propriétés de leurs occupants était de 72,8 %, en hausse par rapport à 1999 (67,8 %). La part de logements HLM loués vides (logements sociaux) était en baisse : 18,5 % contre 21,0 % en 1999, leur nombre ayant diminué de 721 à 705.

## Toponymie
Le nom de la localité est attesté sous les formes Freneuse au XIIIe siècle, Fresneuse vers 1272, Fraxinosa au XVe siècle.
Freneuse dérive du latin, fraxinus, frêne, et désigne un lieu planté de frênes, une « frênaie », et du suffixe -osa, ce qui fait que Freneuse a pour origine latine « Fraxinosa ».

## Histoire

### Antiquité
Le territoire de Freneuse est habité dès le Paléolithique.
Des quantités de silex, des époques chelléenne et moustérienne ont été trouvées à l'extrémité du territoire de Freneuse, sur la limite de celui de Rolleboise.
Dans une partie du bourg, on a découvert des sépultures. Un camp romain a existé sur le monticule de Galicet.

### Moyen Âge
Selon la tradition, la plaine de Freneuse, en 946, aurait été le théâtre d’une bataille gagnée par Louis IV d’Outremer contre Richard Ier, duc de Normandie.
Un monument situé sur la route allant de Bonnières à Freneuse, à droite, à l’angle du chemin qui rejoint la route nationale, porte une inscription qui indique qu’à cet endroit, Richard Ier rendit au roi de France, les clefs de ville prises. Il existe d’ailleurs un lieu-dit de la commune qui s’appelle les Clédevilles. Cette remise des clefs, ainsi que la tradition ci-dessus dont elle découle est mise à mal par Albert Anne, qui met en avant la jeunesse de Richard Ier, le calendrier de Louis IV qui ne laissait que très difficilement la place à un tel événement, l’absence de textes d’époque à ce sujet, le fait que Freneuse n’était pas une ville fortifiée (donc pas de clefs) ou encore l’étymologie du lieu-dit Clédeville (les barrières de la villa : *cleta(s)-villae → clée de ville) et montre comment la légende s’est construite.
La paroisse, d’après le pouillé de Chartres du XVIIIe siècle comptait 45 familles.
Le fief de Freneuse, qui appartenait à la maison de Mauvoisin fut donné en 1394, à Jean de Sacquainville, seigneur de Blaru, chambellan du roi et du duc d’Orléans, et à sa femme Ide de Beausart, nièce d’Amaury Mauvoisin de Rosny.
En janvier 1400, Guy, seigneur de la Roche-Guyon, acheta à Jean de Sacquainville, la terre de Freneuse pour le prix de 40 000 livres tournois. Cette seigneurie restera dans cette famille jusqu’à la Révolution.

### Renaissance et Révolution française
L’île de Freneuse appartenait, sous Louis XV, à Pierre Ceilbert de Voisin, qui avait épousé Françoise Dongois, petite-nièce de Boileau.
La commune fut régie par la coutume de Senlis et, après 1556, par celle de Mantes. Avant la Révolution, Freneuse dépendait de la généralité de Rouen et relevait du bailliage de la Roche-Guyon.

### Époque contemporaine
Durant le Directoire, un arrêté du 6 nivose an VII indique : « Ouï le rapport du ministre de la police générale et vu les renseignements produits sur le compte des nommés Hodanger, curé de Rolleboise, Benjamin Fouet vicaire de Freneuse, Roi ex-curé d'Amenucourt et Dégouville ex-curé de Vétheuil. Considérant que la présence de ces ecclésiastiques est un sujet de troubles dans le canton de La Roche-Guyon, qu'ils fanatisent les habitants de leur résidence, que par leurs manœuvres et leurs discours séditieux, ils portent le peuple à s'éloigner des institutions républicaines et qu'ils prêtent leur appui aux royalistes et aux anarchistes qui s'agitent dans le canton de La Roche-Guyon, il est ordonné qu'ils seront déportés. »
- Hodanger, le curé de Rolleboise sera déporté le 6 nivôse an VII pour « vouer aux enfers un prêtre célébrant le culte le décadi et s'agitant pour les prochaines élections. »[19]
- Benjamin Fouet, le vicaire de Freneuse sera déporté le 6 nivôse an VII pour « vouer aux enfers un prêtre célébrant le culte le décadi et s'agitant pour diriger les prochaines élections. »[19]
- Roi, le curé d'Amenucourt sera déporté le 6 nivôse an VII pour « vouer aux enfers un prêtre célébrant le culte le décadi et s'agitant pour diriger les prochaines élections. »[19]
- Degouville, le curé de Vétheuil sera déporté le 6 nivôse an VII pour « vouer aux enfers un prêtre célébrant le culte le décadi et s'agitant pour les prochaines élections. »[19]

#### Le rapport au fleuve
Lors de la crue de 1910, la partie de Freneuse qui se trouve proche de la Seine fut inondée.

## Politique et administration

### Liste des maires
Six maires se sont succédé depuis 1945 :

### Tendances politiques et résultats
Le vote à Freneuse favorise le plus souvent la droite. Cette tendance ne semble pas vraiment confirmée par la plupart des consultations électorales récentes, locales et nationales, même si les élections régionales de 2010 ont placé la liste conduite par Jean-Paul Huchon en tête à Freneuse, avec 53,82 % des suffrages exprimés. En 2012, le premier tour voit Nicolas Sarkozy (UMP) arriver en tête avec 27,35 % des suffrages exprimés, suivi de Marine Le Pen (FN) crédité de 25,18 % et de François Hollande (PS) avec 23,43 % ; la participation a été de 79,20 %.
Au second tour de l'élection présidentielle de 2002, les électeurs ont voté à 72,79 % pour Jacques Chirac (RPR) et à 27,21 % pour Jean-Marie Le Pen (FN), avec une participation de 82,14 % ; celle-ci est un peu supérieure au second tour de l'élection présidentielle de 2007 : 84,02 % de participation parmi laquelle 59,18 % des électeurs ont voté pour Nicolas Sarkozy (UMP) et 40,82 % pour Ségolène Royal (PS).
Au deuxième tour des élections législatives de 2002, 57,69 % des électeurs de Freneuse ont voté pour Henri Cuq (UMP) et 42,31 % pour Albert Bischerour (Les Verts), avec un taux de participation de 55,18 %. Au premier tour, Henri Cuq était arrivé en tête avec 39,16 % des suffrages exprimés. Il améliore d'ailleurs ce score du premier tour à Freneuse, en 2007, élection à laquelle il obtient 50,18 % au premier tour.
Aux élections européennes de 2009, les deux meilleurs scores à Freneuse étaient ceux de la liste de la majorité présidentielle conduite par Michel Barnier, qui a obtenu 235 suffrages soit 27,42 % des suffrages exprimés et du Parti socialiste conduite par Harlem Désir, qui a obtenu 125 suffrages soit 14,59 % des suffrages exprimés, pour un taux de participation de 32,71 %.
À l'issue du scrutin municipal de 2008, le conseil municipal réélit Didier Jouy comme maire.

### Politique environnementale

#### Prévention des inondations
Soumise aux risques majeurs de crues de la Seine, le bord du fleuve est désigné comme inconstructible par le PPRI. Tout de même, certains terrains urbanisés sont exposés à un risque d’inondation.

#### Gestion des déchets
Appartenant à la communauté de communes des Portes de l’Île-de-France, la commune de Freneuse participe au fonctionnement de la déchèterie communautaire, située sur son territoire, sur la zone d'aménagement concerté des Portes d’Île-de-France.

## Population et société

### Démographie

#### Évolution démographique
L'évolution du nombre d'habitants est connue à travers les recensements de la population effectués dans la commune depuis 1793. Pour les communes de moins de 10 000 habitants, une enquête de recensement portant sur toute la population est réalisée tous les cinq ans, les populations de référence des années intermédiaires étant quant à elles estimées par interpolation ou extrapolation. Pour la commune, le premier recensement exhaustif entrant dans le cadre du nouveau dispositif a été réalisé en 2004.

En 2022, la commune comptait 4 299 habitants, en évolution de −4,1 % par rapport à 2016 (Yvelines : +2,72 %, France hors Mayotte : +2,11 %).
| 1793 | 1800 | 1806 | 1821 | 1831 | 1836 | 1841 | 1846 | 1851 |
| ---- | ---- | ---- | ---- | ---- | ---- | ---- | ---- | ---- |
| 900  | 858  | 885  | 895  | 861  | 848  | 831  | 806  | 759  |

| 1856 | 1861 | 1866 | 1872 | 1876 | 1881 | 1886 | 1891 | 1896 |
| ---- | ---- | ---- | ---- | ---- | ---- | ---- | ---- | ---- |
| 662  | 629  | 632  | 559  | 554  | 533  | 543  | 555  | 552  |

| 1901 | 1906 | 1911 | 1921 | 1926 | 1931 | 1936 | 1946  | 1954  |
| ---- | ---- | ---- | ---- | ---- | ---- | ---- | ----- | ----- |
| 543  | 528  | 588  | 710  | 720  | 760  | 798  | 1 004 | 1 193 |

| 1962  | 1968  | 1975  | 1982  | 1990  | 1999  | 2004  | 2006  | 2009  |
| ----- | ----- | ----- | ----- | ----- | ----- | ----- | ----- | ----- |
| 2 129 | 2 514 | 3 414 | 3 354 | 3 694 | 3 592 | 3 623 | 3 742 | 3 924 |

| 2014  | 2019  | 2022  | - | - | - | - | - | - |
| ----- | ----- | ----- | - | - | - | - | - | - |
| 4 281 | 4 266 | 4 299 | - | - | - | - | - | - |

#### Pyramide des âges
La population de la commune est relativement jeune. En 2018, le taux de personnes d'un âge inférieur à 30 ans s'élève à 39,3 %, soit au-dessus de la moyenne départementale (38 %). À l'inverse, le taux de personnes d'âge supérieur à 60 ans est de 24,0 % la même année, alors qu'il est de 21,7 % au niveau départemental.
En 2018, la commune comptait 2 075 hommes pour 2 264 femmes, soit un taux de 52,18 % de femmes, légèrement supérieur au taux départemental (51,32 %).
Les pyramides des âges de la commune et du département s'établissent comme suit.
| Hommes | Classe d’âge | Femmes |
| ------ | ------------ | ------ |
| 0,5    | 90 ou +      | 0,7    |
| 6,4    | 75-89 ans    | 8,3    |
| 15,6   | 60-74 ans    | 16,4   |
| 19,7   | 45-59 ans    | 18,7   |
| 15,9   | 30-44 ans    | 19,0   |
| 17,6   | 15-29 ans    | 16,0   |
| 24,3   | 0-14 ans     | 20,9   |

| Hommes | Classe d’âge | Femmes |
| ------ | ------------ | ------ |
| 0,6    | 90 ou +      | 1,4    |
| 6      | 75-89 ans    | 7,8    |
| 13,5   | 60-74 ans    | 14,8   |
| 20,7   | 45-59 ans    | 20,1   |
| 19,6   | 30-44 ans    | 19,9   |
| 18,5   | 15-29 ans    | 16,8   |
| 21,2   | 0-14 ans     | 19,2   |

### Enseignement

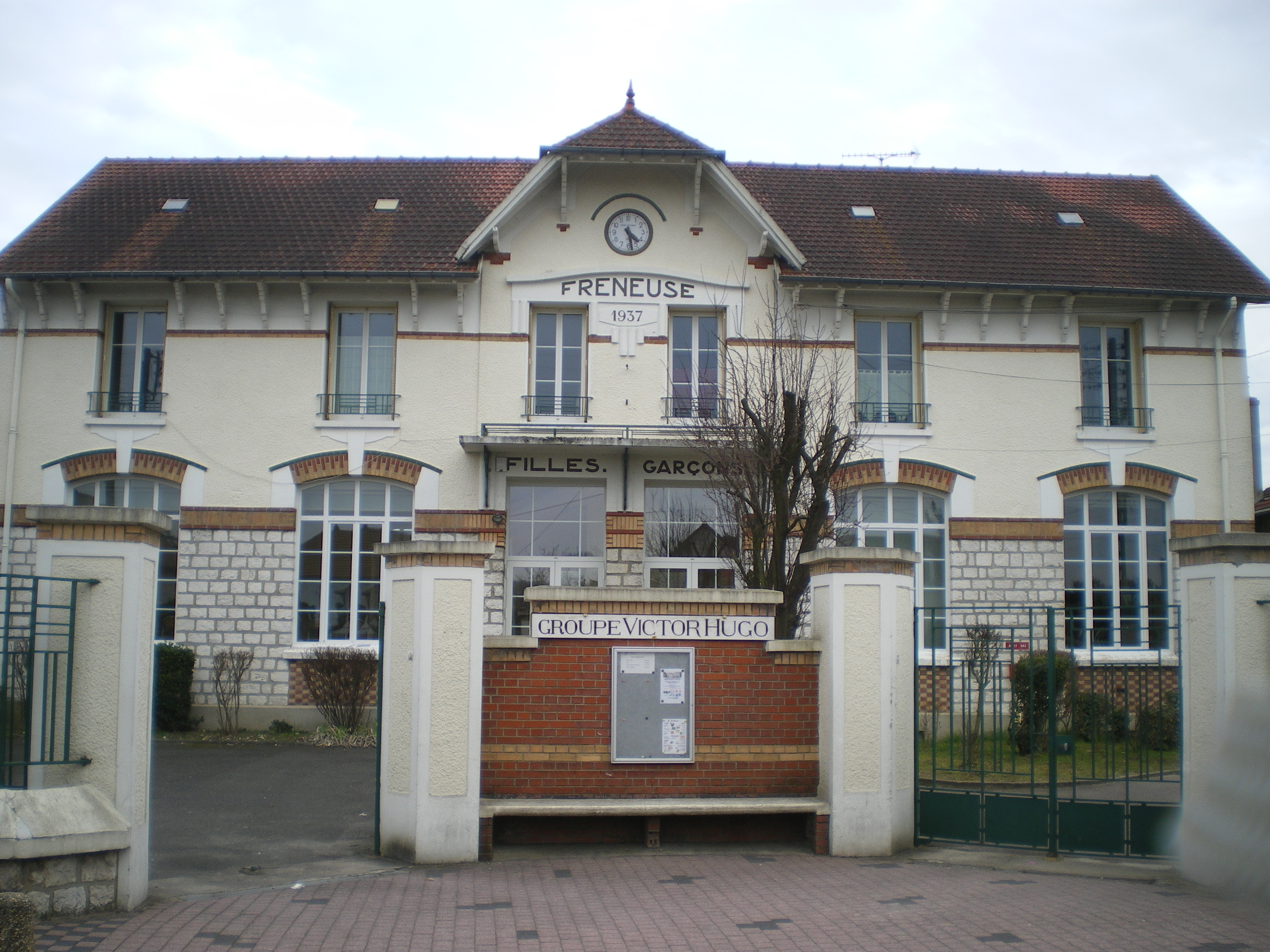
L'école Victor-Hugo.

Freneuse est située dans l'académie de Versailles.
Elle administre deux écoles maternelles (Paul-Éluard et Langevin-Wallon) et deux écoles élémentaires (Paul-Éluard et Victor-Hugo).
Pour l'enseignement secondaire, Freneuse est rattachée au collège Sully de Rosny-sur-Seine ; le lycée le plus proche est le lycée Saint-Exupéry, à Mantes-la-Jolie.

### Santé
En 2013, deux médecins généralistes sont installés dans la commune.
Toujours en 2013, la pharmacie la plus proche se situe dans la ville-même. Les dentistes et autres professionnels de santé se situent à Bonnières-sur-Seine ou à une dizaine de kilomètres à Vernon et Mantes-la-Jolie.
Le service d'urgences le plus proche est également à l’hôpital François-Quesnay de Mantes-la-Jolie.

### Sports et associations
La commune dispose d’une multitude d’associations : sportives et culturelles. Son club de football, le FC Bonnières Freneuse fondé en 2010, à la suite d'une fusion des clubs de deux villes voisines l'AS Bonnières et l'US Freneusienne.

### Médias
Le journal Le Parisien propose une édition quotidienne dédiée au département des Yvelines. L'hebdomadaire Le Courrier de Mantes propose des informations locales pour l’arrondissement de Mantes-la-Jolie. Enfin, la mairie édite Vivre à Freneuse, bulletin trimestriel d'information locale.

### Cultes

#### Culte catholique

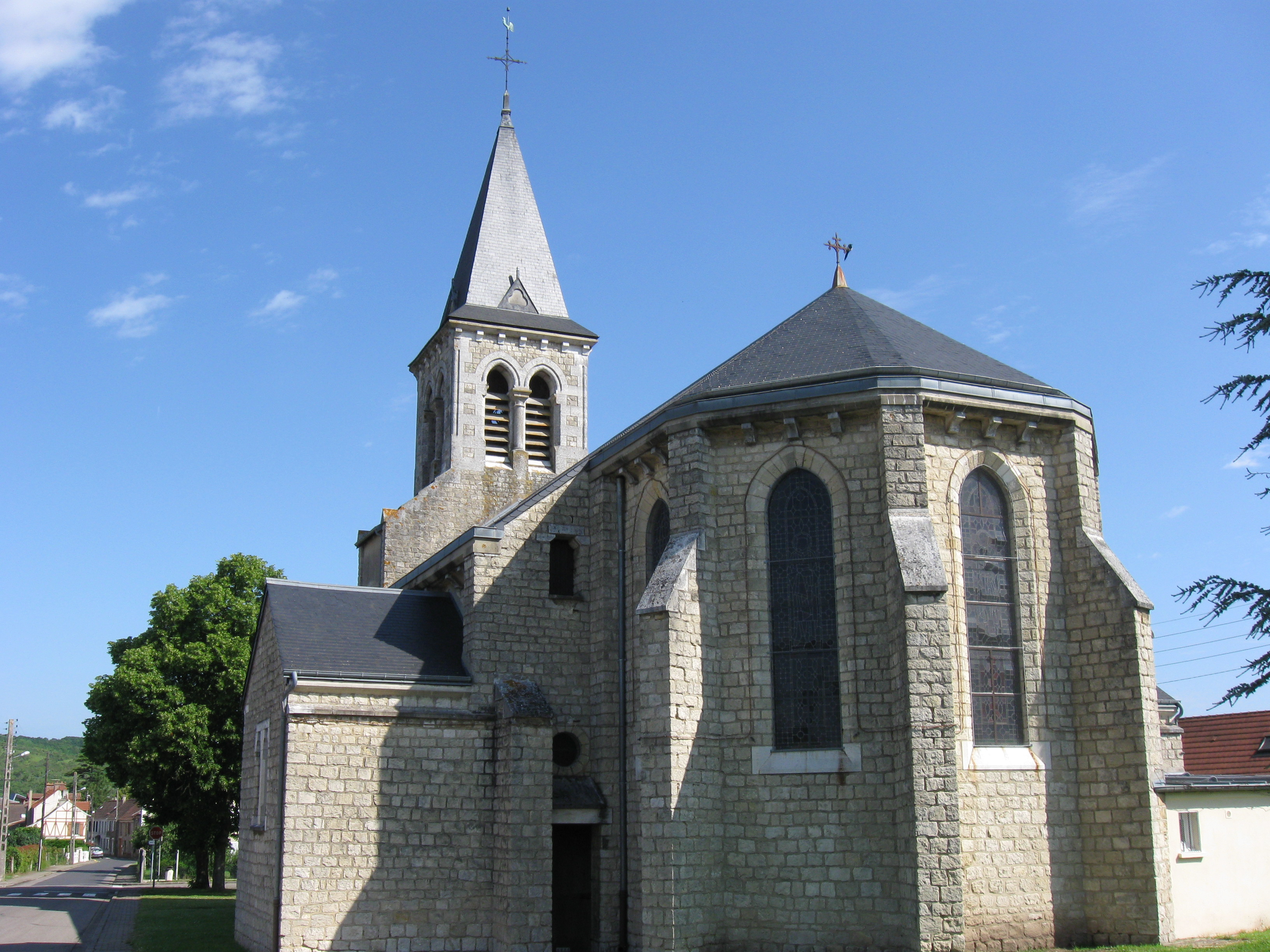

Au sein du diocèse de Versailles dans l'archidiocèse de Paris, la commune dépend du groupement paroissial de Rosny-Bonnières qui dispose d'un lieu de culte à Freneuse : l'église Saint-Martin de Freneuse. Au sein de ce groupe paroissial, se trouvent également : Bonnières-sur-Seine, Rosny-sur-Seine, le Lommoye, Jouy-Mauvoisin et Cravent c'est-à-dire la plus grande partie des paroisses se trouvant dans le canton de Bonnières-sur-Seine.

#### Culte musulman
Sept mosquées et salles de prière du culte musulman sont situées à Mantes-la-Jolie, à proximité de Freneuse.
L'association Étienne-Dinet à Freneuse, donne des cours d'arabe et de civilisation arabo-musulmane.

## Économie

### Revenus de la population et fiscalité
En 2009, 62,7 % des foyers fiscaux de la commune étaient imposables.
En 2010, le revenu fiscal médian par ménage était de 35 212 €, ce qui plaçait Freneuse au 6 341e rang parmi les 31 525 communes de plus de 39 ménages en métropole.

### Emploi
En 2009, la population âgée de 15 à 64 ans s'élevait à 2 467 personnes, parmi lesquelles on comptait 72,2 % d'actifs dont 65,3 % ayant un emploi et 6,8 % de chômeurs.
On comptait 864 emplois dans la zone d'emploi, contre 605 en 1999. Le nombre d'actifs ayant un emploi résidant dans la zone d'emploi étant de 1623, l’indicateur de concentration d'emploi est de 53,2 %, ce qui signifie que la zone d'emploi offre moins d'un emploi pour deux habitants actifs.

### Entreprises et commerces
Au 31 décembre 2010, Freneuse comptait 194 établissements : sept dans l’agriculture-sylviculture-pêche, seize dans l'industrie, 34 dans la construction, 117 dans le commerce-transports-services divers et 20 étaient relatifs au secteur administratif.
En 2011, 25 entreprises ont été créées à Freneuse, dont 15 par des autoentrepreneurs.

## Culture locale et patrimoine

### Lieux et monuments
La commune ne contient ni monument répertorié à l'inventaire des monuments historiques ni lieu ou monument répertorié à l'inventaire général du patrimoine culturel. On peut toutefois citer quelques édifices datant des XVIIe et XVIIIe siècles.

#### L'église

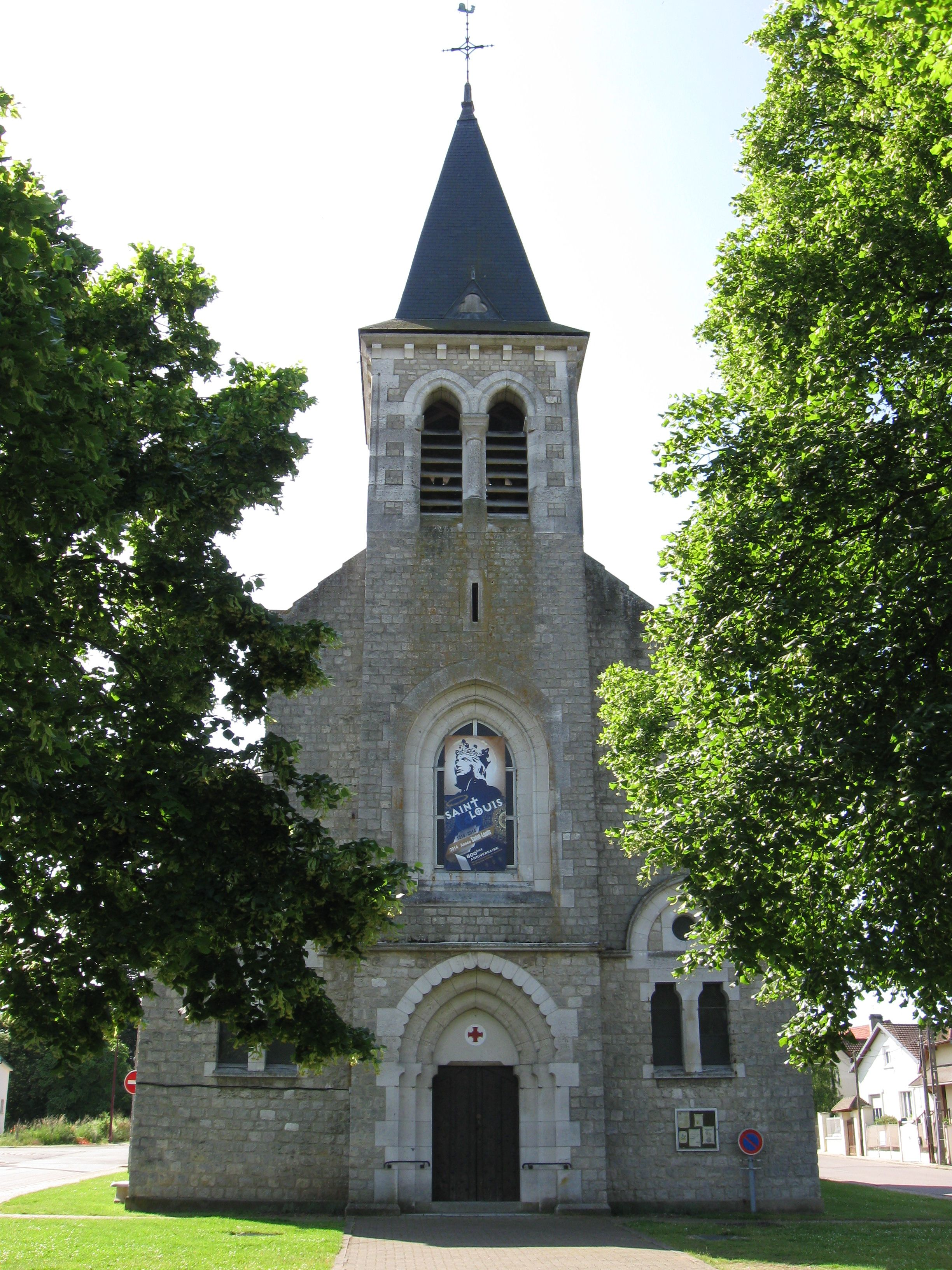
L'église Saint-Martin.

L’ancienne église, entourée d’un cimetière, située au milieu des champs, à un demi kilomètre de la commune, était placée sous le vocable de saint Martin. Elle dépendait du prieuré de la Roche-Guyon. Construite en 1537, son clocher n’avait été bâti qu’en 1579.
Elle subit d’importantes modifications au XVIIe siècle et dut être démolie vers 1910. On la remplaça par un nouveau temple, construit à l’entrée sud du village, qui fut inauguré le 18 avril 1926. L'église est vouée à saint Martin.

#### Monument commémoratif
Un monument en forme de croix est situé au ronds-points des Clédevilles. Une inscription est gravée en 1920 sur ordre de madame Lemarié : « Ici, en 946 Richard I duc de Normandie remit au roi de France Louis IV d’Outremer les clefs des villes prises ».

#### L’ancienne «mairie-école»
La mairie-école fut achetée en 1867. En 1983, l’école emménage un peu plus loin, baptisée groupe scolaire Victor-Hugo. La mairie s’agrandit. En 1997, nouvelle extension et réfection. En 2000, la bibliothèque Jean-Tissier et la salle du conseil sont construites.

#### La vieille horloge
La vieille horloge, fut construite à la fin du XIXe siècle, vers 1890, grâce à une dotation de Julie Guénard, dont le nom fut donné à la place du village qui fut établie en 1897. Cette grande horloge fut détruite dans les années 1960.

### Héraldique et logotype
| Armes de Freneuse | Les armes de Freneuse se blasonnent ainsi : d'hermine à une aigle au vol abaissé de gueules, mantelé d'azur chargé de quatre bandes d'or, à la bordure réduite de gueules. |

#### Logo
| Logo de Freneuse | Logo de Freneuse : Le logo utilise ici les couleurs jaune et bleu. Cette dernière représente la lettre F du nom de la commune. La fin de la lettre forme un point qui situe la mairie de Freneuse dans la boucle de Moisson, aussi dessinée |